# Ландкварт
Ландкварт (нем. Landquart) — коммуна в Швейцарии, находится в кантоне Граубюнден.
Является центром региона Ландкварт (до 2015 года — округа Ландкварт).
Население составляет 8926 человек (на 31 декабря 2019 года).

## История
Населённый пункт Ландкварт входил в коммуну Игис, причём его население составляло более половины населения коммуны. Так, на 31 декабря 2011 года из 8054 жителей коммуны в Ландкварте проживали 4567 человек.
1 января 2012 года коммуны Игис и Мастрельс были объединены в новую коммуну, которая получила название Ландкварт.